# Алибеков, Сайд-Ахмед
Сайд-Ахме́д (Саид Ахмедович) Алибе́ков (1910 год, Грозный, Чечня, Терская область, Российская империя — ?) — участник Великой Отечественной войны, гвардии старший лейтенант, командир разведывательного взвода 13-й отдельной разведывательной роты 95-й стрелковой Верхнеднепровской Краснознаменной дивизии 50-й армии 2-го Белорусского фронта.

## Биография
Чеченец. Работая начальником уголовного розыска в Гудермесской милиции, он помог бежать человеку, необоснованно приговорённому к расстрелу. За это был осужден на 10 лет лишения свободы.
В сентябре 1942 года из Коми АССР был направлен на фронт добровольцем в штрафную роту. Как c искупившего свою вину, с него была снята судимость и он был переведён в обычную войсковую часть.
В наградном листе 222-го стрелкового полка 49-й стрелковой дивизии 70-го стрелкового корпуса 10-й армии Западного фронта от 25.02.1944 года написано:

… с начала пребывания в должности командира взвода разведки образцово поставил разведку 222-го стрелкового полка. Под его непосредственным руководством в июле 1943 г. взят 1 пленный обер-лейтенант, в ночь с 23 на 24.11.43 г. захвачен 2-й пленный немецкий унтер-офицер и в ночь с 17 на 18.12.43 г. снова взят унтер-офицер противника. С 6 на 7.01.44 г. им организован поиск, во время которого захвачен в плен немецкий солдат. В ночь с 4 на 5.02.44 г. также захвачен обер-ефрейтор противника. Накануне 23-й годовщины Красной Армии в ночь с 22 по 23 февраля 1944 г. младший лейтенант со своим взводом проник через проволочное заграждение противника в расположение его траншей и завязал бой с находившимися там немцами. В этом бою уничтожено 15 солдат, пулемёт с расчетом и блиндаж с солдатами. Захватили в плен унтер-офицера. Во время боя противник открыл ураганный автоматно-пулемётный огонь по разведчикам. Тогда Алибеков приказал группе своих разведчиков уходить и прикрыл группу, позволив увести пленного… Задание было выполнено с честью.

Младший лейтенант с 13 февраля 1944 года, лейтенант со 2 апреля 1944 года, старший лейтенант с 7 ноября 1944 года. Воевал командиром взвода 13-й отдельной разведывательной роты 95-й стрелковой дивизии 81-го стрелкового корпуса 50-й армии 2-го Белорусского фронта. Дважды представлялся к званию Героя Советского Союза, но оба раза его кандидатура отклонялась.
При возвращении из отпуска, в поезде по дороге на фронт, был спровоцирован на драку сотрудниками НКВД. После инцидента бесследно исчез.
По причине невозвращения из отпуска 31 декабря 1944 года, приказом по 95 стрелковой дивизии № 0131 от 13 июня 1945 года исключён из списков личного состава дивизии .

## Награды
- Орден Отечественной войны 2 степени — 15 октября 1943 год; (орден № 32277)
- Орден Славы 3 степени — 21 декабря 1943 года[4];
- Орден Красной Звезды — 23 января 1944 года[5];
- Орден Красного Знамени — 8 марта 1944 года[1];
- Орден Красного Знамени — 30 октября 1944 года[2].